# Joaquín Vidal Vizcarro
Joaquín Vidal Vizcarro (Santander, 14 de septiembre de 1935 - Madrid, 10 de abril de 2002) fue un periodista español especializado en crítica taurina y autor de diversos libros sobre tauromaquia.

## Trayectoria profesional
Joaquín Vidal inició su formación profesional en la Escuela Oficial de Periodismo, donde estuvo matriculado entre los años 1960 y 1963.
Sus primeros años como periodista los ocupará al frente del Instituto Social de la Marina, donde trabajó como jefe de prensa de la institución.
En estos años hará sus primeras incursiones en el ámbito de la prensa escrita, dejando su firma en artículos del periódico local santanderino Hierro así como en Pueblo (1972) y el diario Informaciones donde trabajaría entre 1972 y 1976. Será en este momento en el que empezará a colaborar con el periódico El País además de participar con una columna satírica en el semanario La Codorniz, en la sección "Las vacas se quedan viudas a las cinco".
Tras la dimisión de Alfredo Corrochano como crítico taurino del periódico El País, Vidal asumió el cargo hasta su muerte en 2002, donde llegaría a escribir más de cinco mil artículos relacionados con el ámbito de la tauromaquia.

### Estilo periodístico
María Celia Forneas, en un estudio sobre la evolución de la crítica taurina, advertía cómo Vidal estaba caracterizado en su forma de escribir por su "distancia sentimental con el toreo actual" y donde "literariamente saca su vena poética cuando aparece el toro y torea el toreo". Por su parte  filólogos como Federico Jiménez Losantos se atrevía a considerar que Vidal "era un purista del toro, un fanático de la integridad defensiva y ofensiva del animal", siendo asimismo "un implacable debelador de los taurinos y de los toreritos ataurinados, un honradísimo extremista en esa plaza de todos los extremos que se llama Las Ventas".
Por su opinión crítica y contestataria frente a los abusos cometidos en la tauromaquia, Vidal consiguió granjearse la enemistad de algunos compañeros de profesión vinculados a medios taurinos como 6 TOROS 6, donde su director José Carlos Arévalo lo consideraba como un "energuménico crítico taurino, cuya mala hiel sólo se puede comparar a su pavoroso desconocimiento".

## Obras

### Obras propias
- San Isidro 1975: la Feria de la apertura (Madrid, 1975)[9]
- El toreo es grandeza (Madrid, 1987)[9]
- 40 años después de la noche triste: temporada taurina 1987 (Madrid, 1988)[9]
- La Lidia (Madrid, 1995)[9]
- Crónicas taurinas (Madrid, 2003)[9]

### Obras como coautor
- Lo que confiesan los toreros: pesetas, palmadas, cogidas y palos (1987), con José López Pinillos.[9]
- Mi ruedo ibérico: de Vicente Pastor a Curro Romero (1991), con Marino Gómez-Santos.[9]
- L'aventure du toro (1998), con Ramón Masats.[9]

- Toro: crossed lives of man and bull (1999), con Ramón Masats.[9]
- A las cinco de la tarde (2001), con Federico Pérex.[9]